# Premi France Info
El Premi France Info del Còmic de notícia i de reportatge és un premi de còmic concedit anualment per l'emissora pública de ràdio francesa France Info. El jurat dels periodistes de l'emissora fan la seva tria entre una selecció d'una desena d'àlbums.

## Principis
A Jean-Christophe Ogier, cronista d'un programa sobre el món del còmic a France Info, se'l presentat com l'iniciador i l'organitzador del premi des de 994. El guardó és concedeix cada any prop de les dates del Festival internacional del còmic d'Angolema al mes de gener. Els membres del jurat són nou periodistes de la ràdio, presidits pel director de France Info.

## Guanyadors
Palmarès:
- 1994 : La Filla a les Ibis, de Christian Lax i Frank Giroud, Dupuis.(ISBN 2-8001-1984-5)
- 1995 : L'Home qui fa la volta del món de Pierre Christin, Max Cabanes i Philippe Aymond, Dargaud.(ISBN 2-205-04201-7)
- 1997 : Gossos de fusell, de Christian Lax, Vents d'Oest.(ISBN 2-86967-505-4)
- 1998 : Fax de Sarajevo, de Joe Kubert, Mareig Graphic[10].(ISBN 2-908981-28-9)
- 1999 : Palestina, t. 1 : Una nació ocupada, de Joe Sacco, Mareig Graphic.
- 2000 : Passatge en suau. Carnet de errance, d'Helena Klakočar, Fréon.(ISBN 2-930204-20-6)
- 2001 : Déogratias, de Jean-Philippe Stassen, Dupuis.(ISBN 2-8001-2972-7)
- 2002 : Persepolis, t. 2, de Marjane Satrapi, L'Associació[11].(ISBN 2-84414-079-3)
- 2003 : Carnets d'Orient, t. 6, La Guerra fantasma, Jacques Ferrandez, Casterman.(ISBN 2-203-39002-6)
- 2004 : Sopa freda, Charles Masson, Casterman.(ISBN 2-203-39605-9)
- 2005 : El Fotògraf, t. 2, d'Emmanuel Guibert, Didier Lefèvre i Frédéric Lemercier, Dupuis, coll. « Àrea Lliure ».(ISBN 2-8001-3540-9)
- 2006 : La Males Gent, d'Étienne Davodeau, Delcourt, coll. « Encrages ».(ISBN 2-84789-449-7)
- 2007 : Un home és mort, d'Étienne Davodeau i Kris, Futuropolis.(ISBN 2-7548-0010-7)
- 2008 : Exit Wounds, de Rutu Modan, Actes Sud BD.(ISBN 978-2-7427-7107-3)
- 2009 : El Procés Colonna, de Tignous i Dominique Paganelli, 12 bis.(ISBN 978-2-356-48006-4)
- 2010 : L'Afer dels afers, t. 1 Els diners invisibles, de Denis Robert, Yan Lindingre i Laurent Astier, Dargaud.[12](ISBN 978-2-205-06188-8)
- 2011 : Gaza 1956. En marge de la Història, de Joe Sacco, Futuropolis.(ISBN 978-2-7548-0252-9)
- 2012 : En cuina amb Alain Passard, de Christophe Blain, Gallimard[13].(ISBN 978-2-07-069612-3)
- 2013 : El cotxe de Intisar : va retratar d'una dona moderna al Iemen de Pedro Riera i Nacho Casanova, Delcourt.[14](ISBN 978-2-7560-3491-1)
- 2014 : Així va callar Zaratustra, de Nicolas Wild, La Caixa a butlles / ARTE Editàvem.[15](ISBN 978-2-84953-107-5)
- 2015 : La Lluna és blanca, d'Emmanuel Lepage i François Lepage, Futuropolis,.[16][17](ISBN 978-2-7548-1028-9)
- 2016 : Catharsis, Luz, Futuropolis,.[18][19](ISBN 978-2-7548-1275-7)
- 2017 : Love story a la iraniana, de Jane Deuxard i Zac Deloupy, Delcourt.[20](ISBN 978-2-7560-6921-0)
- 2018 : Brigada dels menors : immersió al cor de la brigada de protecció dels menors, de Raynal Pellicer i Titwane, Edicions de la Martinière[21].(ISBN 978-2-7324-7498-4)
- 2019 : Indélébiles de Luz, Futuropolis.[22](ISBN 978-2-7548-2398-2)
- 2020 : Les Arrels de la còlera de Vincent Jarousseau i Eddy Vaccaro, Les Arenes[23]
- 2021 : L'Odissea d'Hakim, t. 3 : De Macedònia a França, de Fabien Toulmé, éd. Delcourt[24]
- 2022 : La Cèl·lula, indaga els atemptats del 13 de novembre de 2015 de Soren Seelow, Kévin Jackson i Nicolas Otéro, éd. Les Arenes[25]

## Publicacions a France Info
L'any 2012, un recull titulat Le jour où... (en català, El dia on...) reprèn els fets memorables de la notícia vists pels autors de còmics. L'any 2017 es va publicar France Info, 30 ans d'actualité en ocasió dels 30 anys de France Info. El treball col·laboratiu està escrit especialment pels guanyadors del premi.